# Honi Hameaggel
Honi Hameaggel (I secolo a.C.; fl. I secolo a.C.) è stato un rabbino ebreo antico.

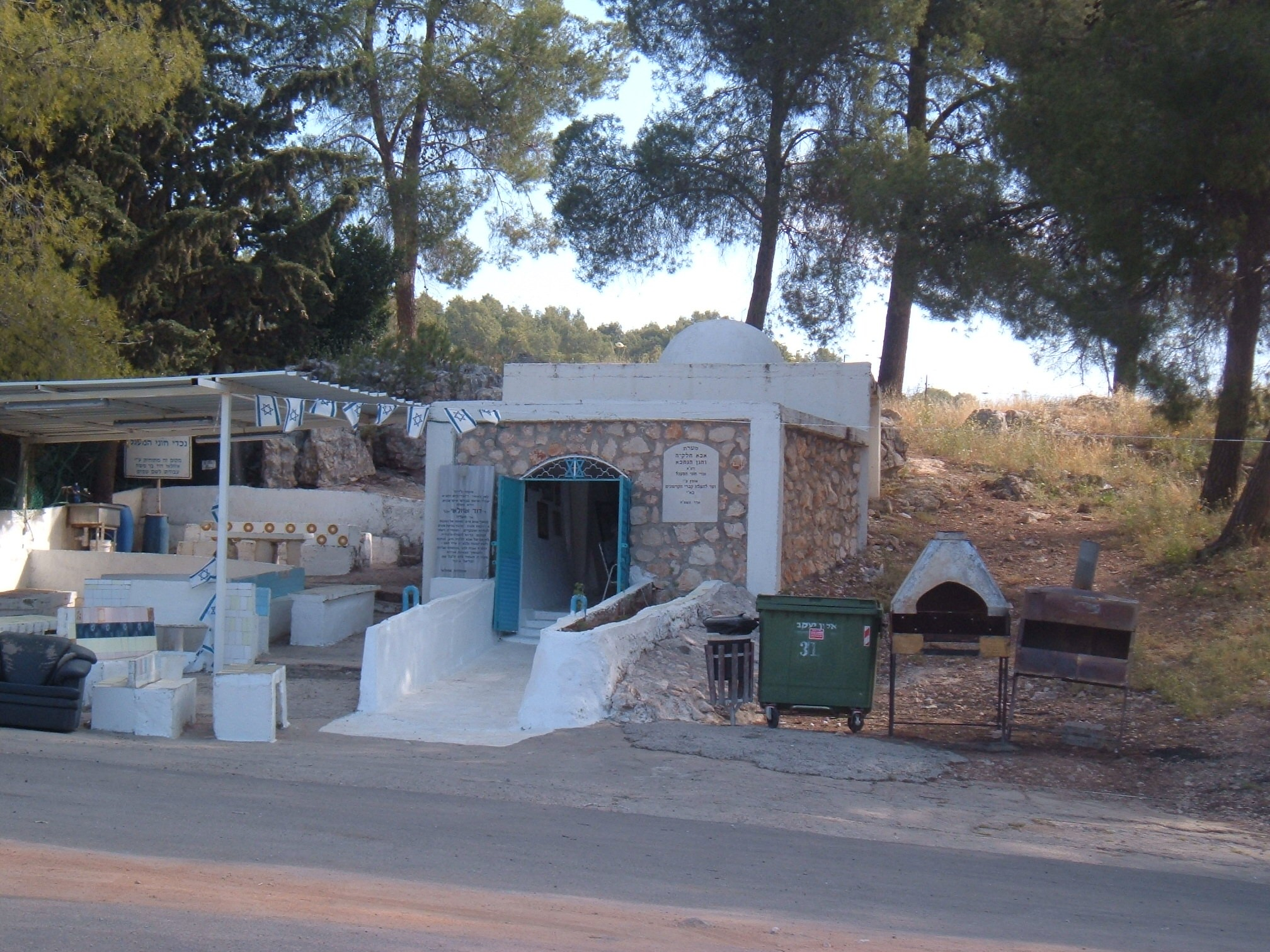
Tomba della famiglia di Honi Hameaggel nel nord di Israele

Secondo una leggenda, era solito tracciare un cerchio (o cavità magica) e non uscirne fintanto che la grazia richiesta a Dio non fosse stata realizzata. La sua storia è raccontata nel Talmud, nel Taanith, dove il suo nome è scritto HWNJ hMYGL. Honi Hameaggel è spesso citato nella cultura ebraica come simbolo della volontà e della indisponibilità alla resa nel rapporto con Dio.
Honi Hameaggel è conosciuto e ammirato dall'autore israeliano David Grossman, che lo cita nel suo romanzo Che tu sia per me il coltello.